# Morena Prjamaja
Die Morena Prjamaja (Transkription von russisch Морена Прямая ‚Direkte Moräne‘) ist eine Moräne im ostantarktischen Mac-Robertson-Land. Sie liegt nordwestlich des Mount Maguire im südlichen Teil des Lambert-Gletschers.
Russische Wissenschaftler benannten sie. Der weitere Benennungshintergrund ist nicht überliefert.